# Ode ter nagedachtenis aan Vladimir Iljitsj Lenin
Ode ter nagedachtenis van Vladimir Iljitsj Lenin (Russisch: Ода памяти Владимира Ильича Ленина, Oda pamyati Vladimira Ilyicha Lenina) is een compositie van Aram Chatsjatoerjan.
Chatsjatoerjan stelde deze ode aan Vladimir Lenin samen uit muziek die hij had gecomponeerd voor een documentaire van Boris Beljaev over Lenins leven. De componist had een goede band met Lenin en voelde zich behoorlijk ontdaan bij diens overlijden in 1924. De documentaire was in 1949 te zien om stil te staan bij het 25-jarig overlijden. De eerste uitvoering van de Ode vond echter al voor het uitbrengen van de film plaats. Aleksandr Gaoek leidde het Radiosymfonieorkest van de USSR op 26 december 1948 in de grote zaal van het Conservatorium van Moskou. De verschillende thema’s raken vanaf het begin steeds meer verstrengeld om af te sluiten op het c mineurakkoord.
Chatsjatoerjan schreef die fantasie voor een symfonieorkest:
- 3 dwarsfluiten (III ook piccolo), 3 hobo's (III ook althobo), 3 klarinetten (III ook basklarinet), 2 fagotten
- 4 hoorns, 3 trompetten, 3 trombones, 1 tuba
- pauken, percussie, harp, piano
- violen, altviolen, celli, contrabassen

Loris Tjeknavorian nam in oktober/november 1994 de ode op met het Filharmonisch Orkest van Armenië voor het platenlabel ASV Records (DCA 946). De opnamen maakten deel uit van een serie gewijd aan muziek van de Armeense componist. Het boekwerkje vermeldde daarbij dat dit werk het bekendst was binnen de “korte werken” voor orkest van de componist. Toch kent het nauwelijks opnamen (gegevens 2022). De andere is een versie vermoedelijk opgenomen in 2003 onder leiding van Constantine Orbelian met het Filharmonisch Orkest van Rusland. 